# Кыстрлган
Кыстрлга́н — покинутый населённый пункт в Шелковском районе Чеченской Республики.

## География
Был расположен на севере от райцентра станицы Шелковской, в северной части Шелковского района, у границы с Дагестаном (граница проходила западнее и севернее населённого пункта), к востоку от оросительного канала Сулла-Чубутла.
Ближайшие населённые пункты: на северо-востоке — село Арсланбек и посёлок Иммунный (Дагестан), на северо-западе — село Кумли (Дагестан), на западе — село Рунное, на юго-востоке — село Степное (Дагестан), село Сары-Су и посёлки Восход и Мирный.

## Этимология
В переводе с ногайского название населённого пункта, ног. Кыстырылган, означает «прижавшийся», «воткнувшийся», «втиснувшийся». Оно состоит из глагольной основы «кыстыр-» (прижимать, втыкать), страдательного аффикса «-ыл» и аффикса «-ган», образующего причастие прошедшего времени. Выпадение ряда гласных связано с характерной для ногайского языка редукцией узких гласных в безударном слоге между двумя согласными.

## История
В эпоху СССР Кыстрлган, административно входя в состав сельсовета с центром в селе Сары-Су Шелковского района Чечни, был арендован совхозом «40 лет Октября» из села Новогеоргиевка Тарумовского района Дагестана с целью использования прилегающих пастбищ.
Население Кыстрлгана по состоянию на 1985 год составляло около 180 человек. На 1 января 1990 года аул Кыстрлган, находившийся в составе Сары-Суйского сельсовета Шелковского района Чечено-Ингушской АССР (куда также входили село Сары-Су и посёлок Мирный) насчитывал 111 человек наличного населения.
Во второй половине 1990-х годов либо в самом начале 2000-х годов населённый пункт, по всей видимости, был покинут жителями; по состоянию на 1995 год Кыстрлган ещё обозначался на картах как жилое поселение.
В период активных боевых действий в ходе Второй чеченской войны администрацией Краснодарского края было принято решение принять участие в восстановлении экономики и системы социального обеспечения населения Шелковского района, который к тому моменту уже был занят федеральными силами. В рамках данной инициативы были установлены шефские связи между городами и районами Краснодарского края и населёнными пунктами Шелковского района. «Шефом» Кыстрлгана стал Новопокровский район. Однако через 1,5 года Кыстрлган был исключён из списка подшефных населённых пунктов, что может служить косвенным подтверждением того факта, что поселение тогда уже было заброшено.